# Manoir de Kergoz
Le manoir de Kergoz est un édifice situé au Guilvinec, en France.

## Localisation
Le manoir est situé sur le territoire de la commune du Guilvinec, allée de Kergoe, dans le département  du Finistère, en région Bretagne.

## Description
Le mur d'enceinte y compris la porte avec pigeonnier date du (XVIe siècle) atteste de l'appartenance du maître des lieux à la noblesse. Habitat des seigneurs de Kergoz, ce manoir a appartenu à la famille de Derval dont le dernier représentant (Hyacinthe) s'est distingué à la bataille de Quiberon ; ses ossements se trouvent à la chartreuse d'Auray. Ses remparts, ses tours d'angle à meurtrières et son colombier, qui de loin à l'apparence d'un donjon étaient propres à décourager des pillards venus de la mer. Il pouvait d'ailleurs offrir, en cas d'alerte, un asile temporaire aux villageois. La commune est maintenant propriétaire du manoir qui a servi de centre aéré pour les enfants puis de club du troisième âge, elle loue ses salles aux particuliers.

## Galerie

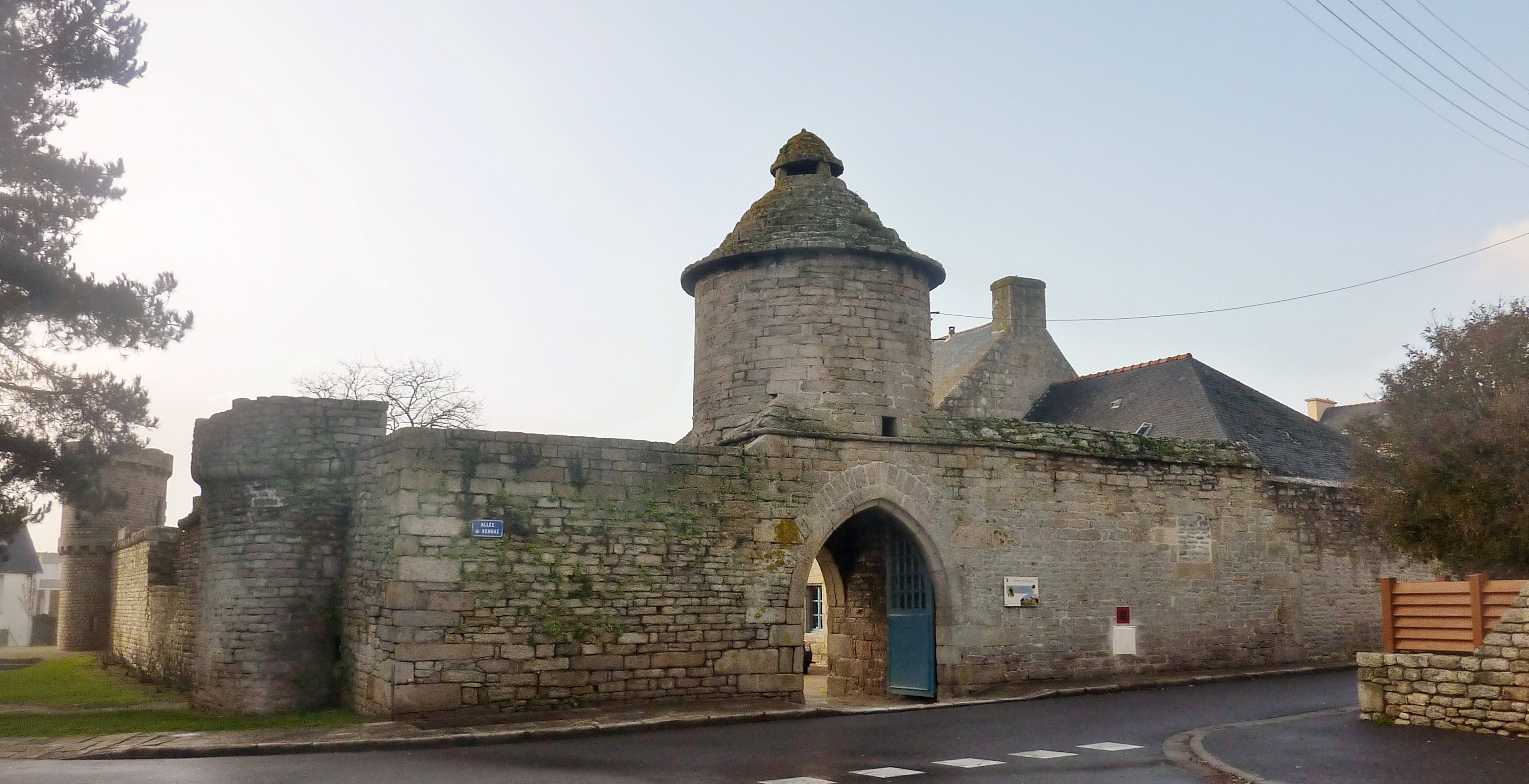
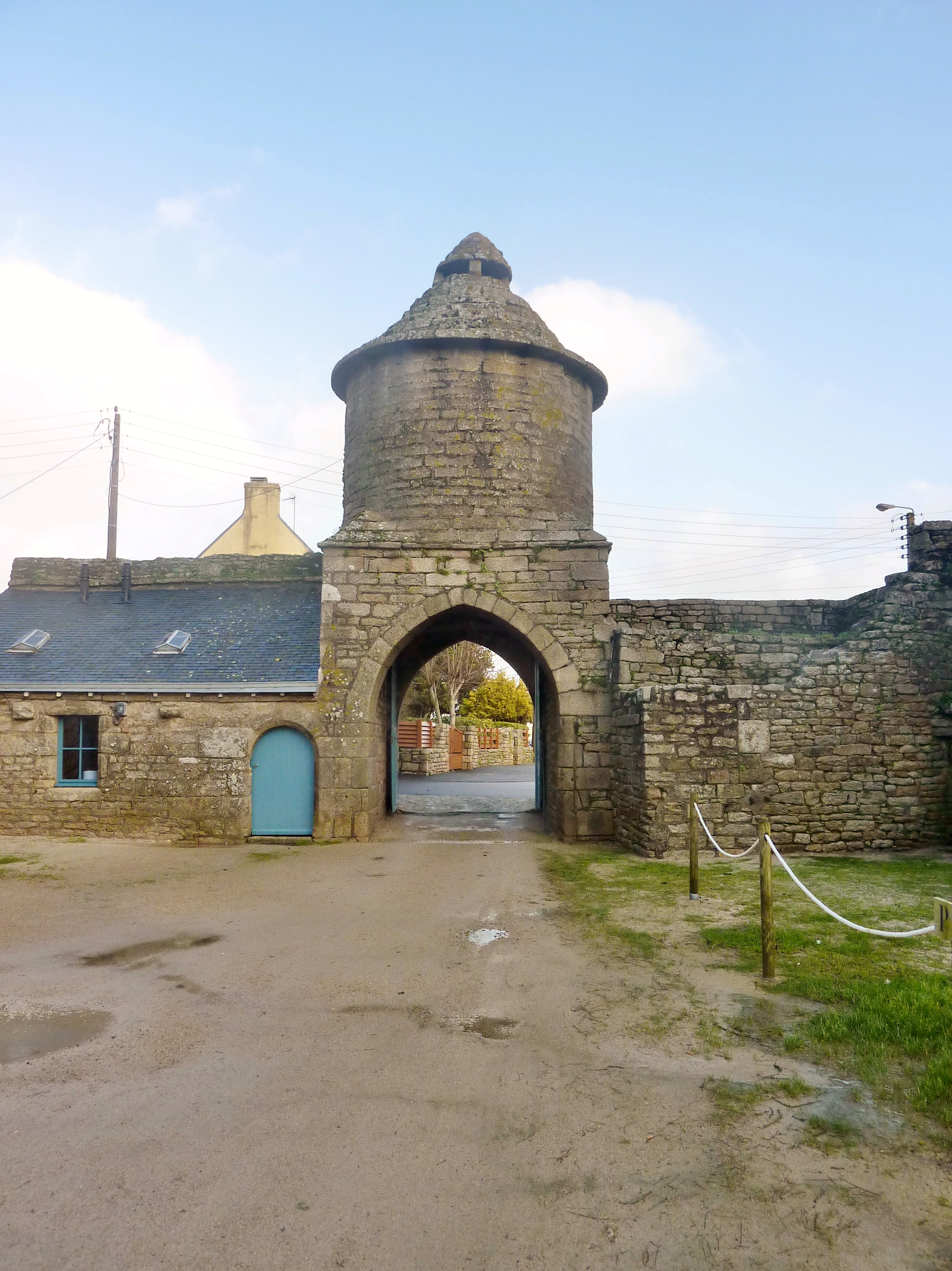
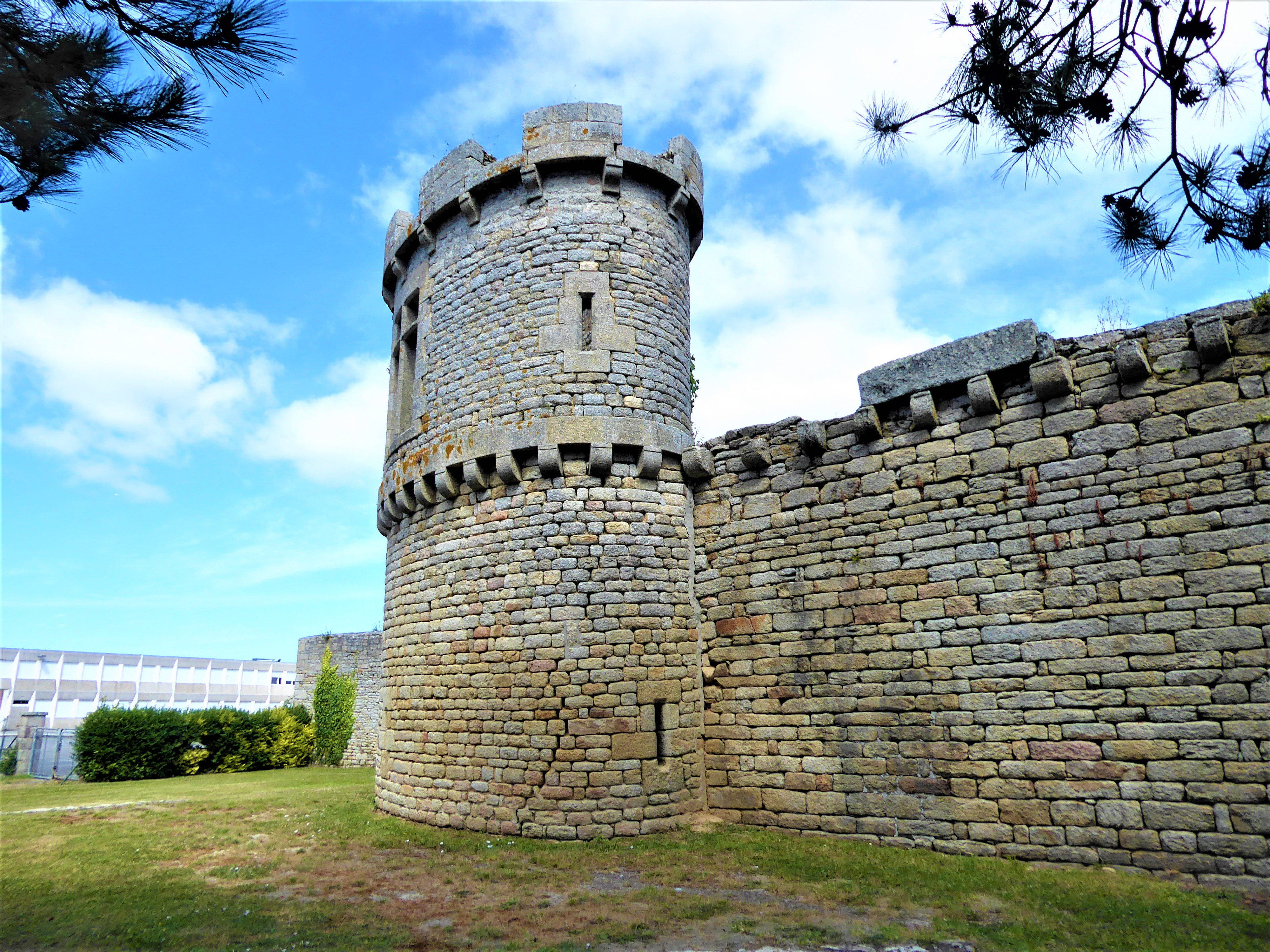
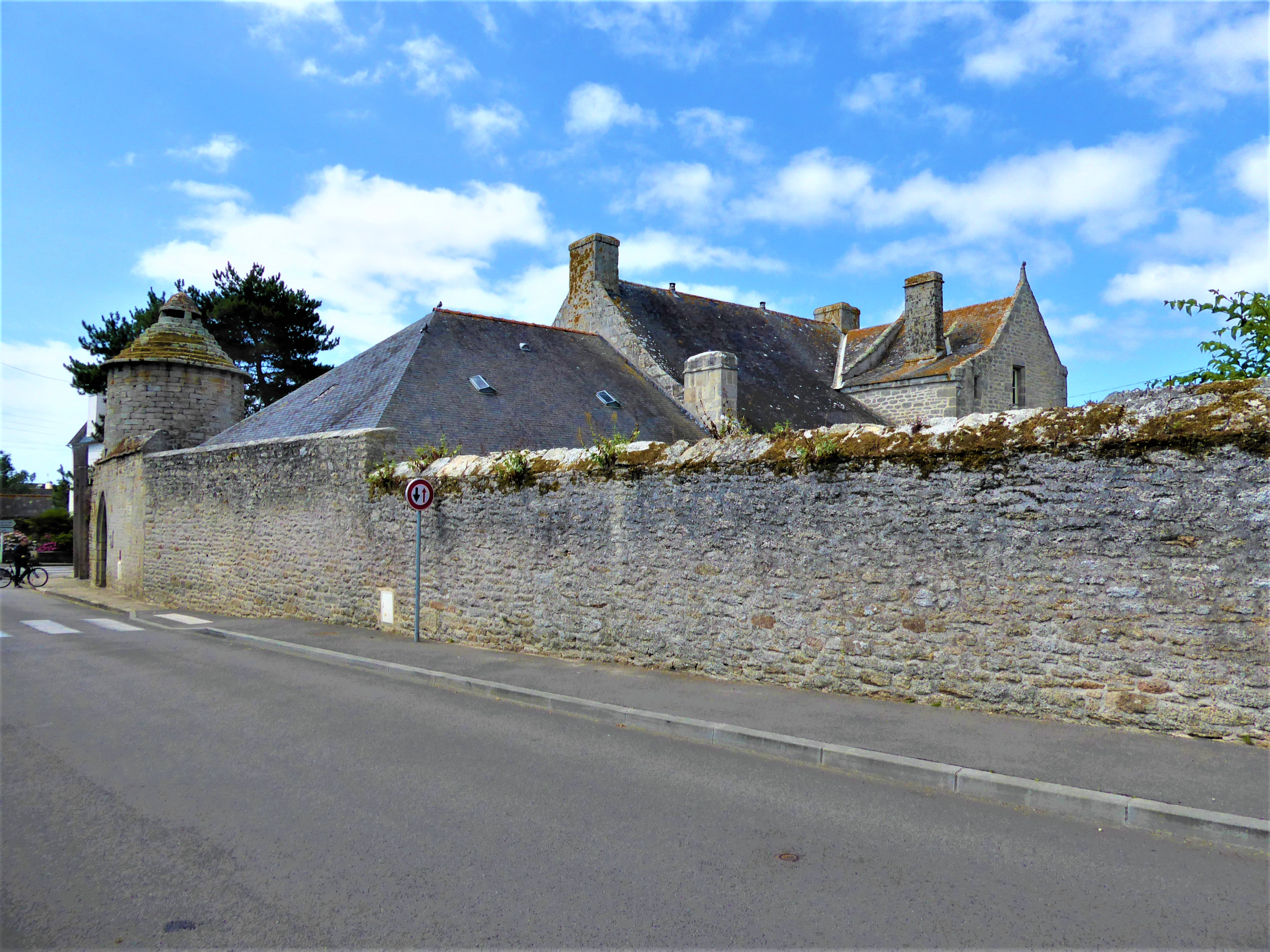
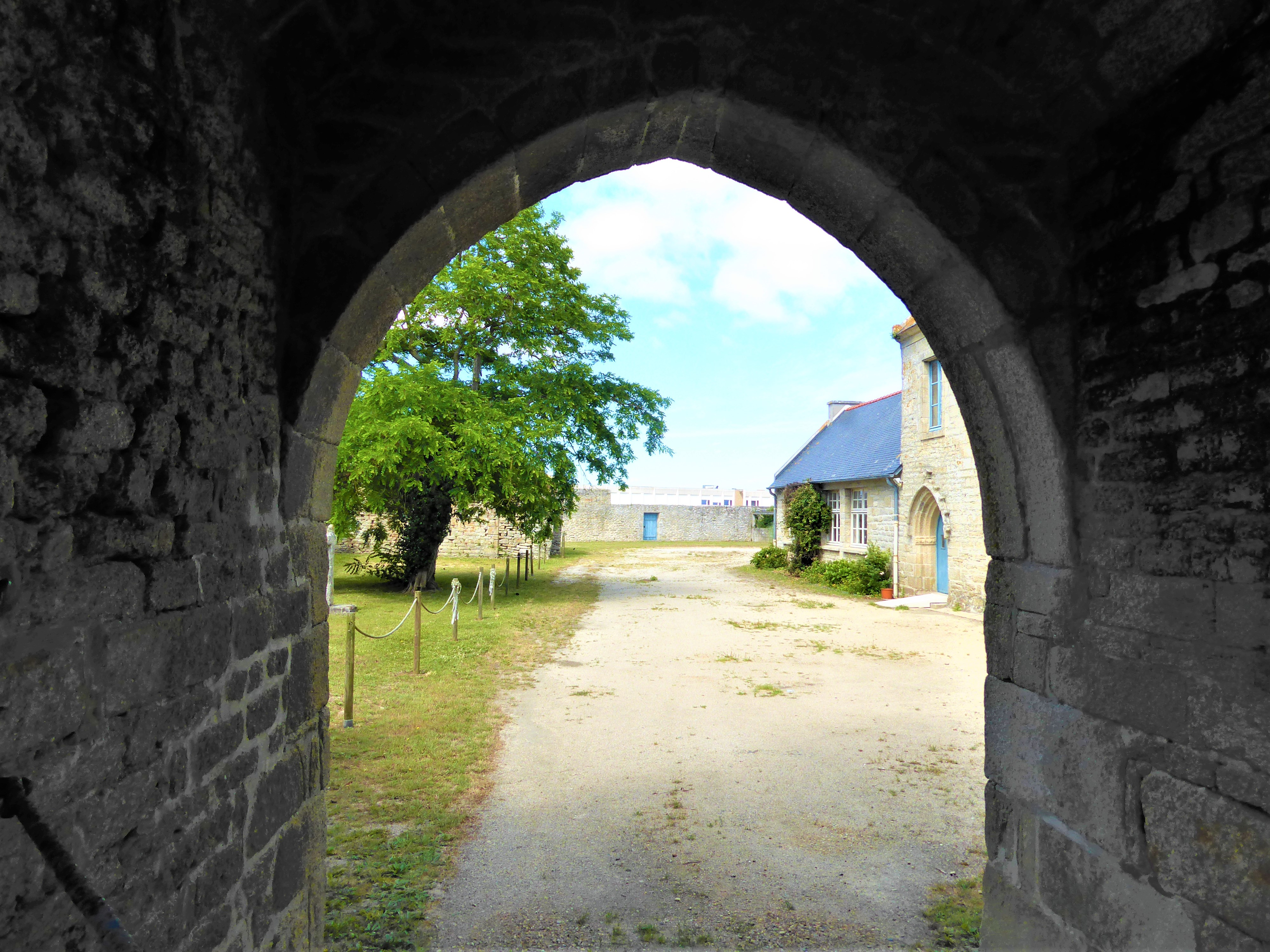

## Historique
Une des tours d'enceinte a été restaurée. Le colombier posé au-dessus du portail est d'un type très rare.
Le manoir est inscrit partiellement (le mur d'enceinte y compris la porte avec pigeonnier) au titre des monuments historiques par arrêté du 11 mai 1932.